# Tilapia sp. nov. 'yellow-green'
Tilapia sp. nov. 'yellow-green é uma espécie de peixe da família Cichlidae.
É endémica de Camarões.